# Mthatha

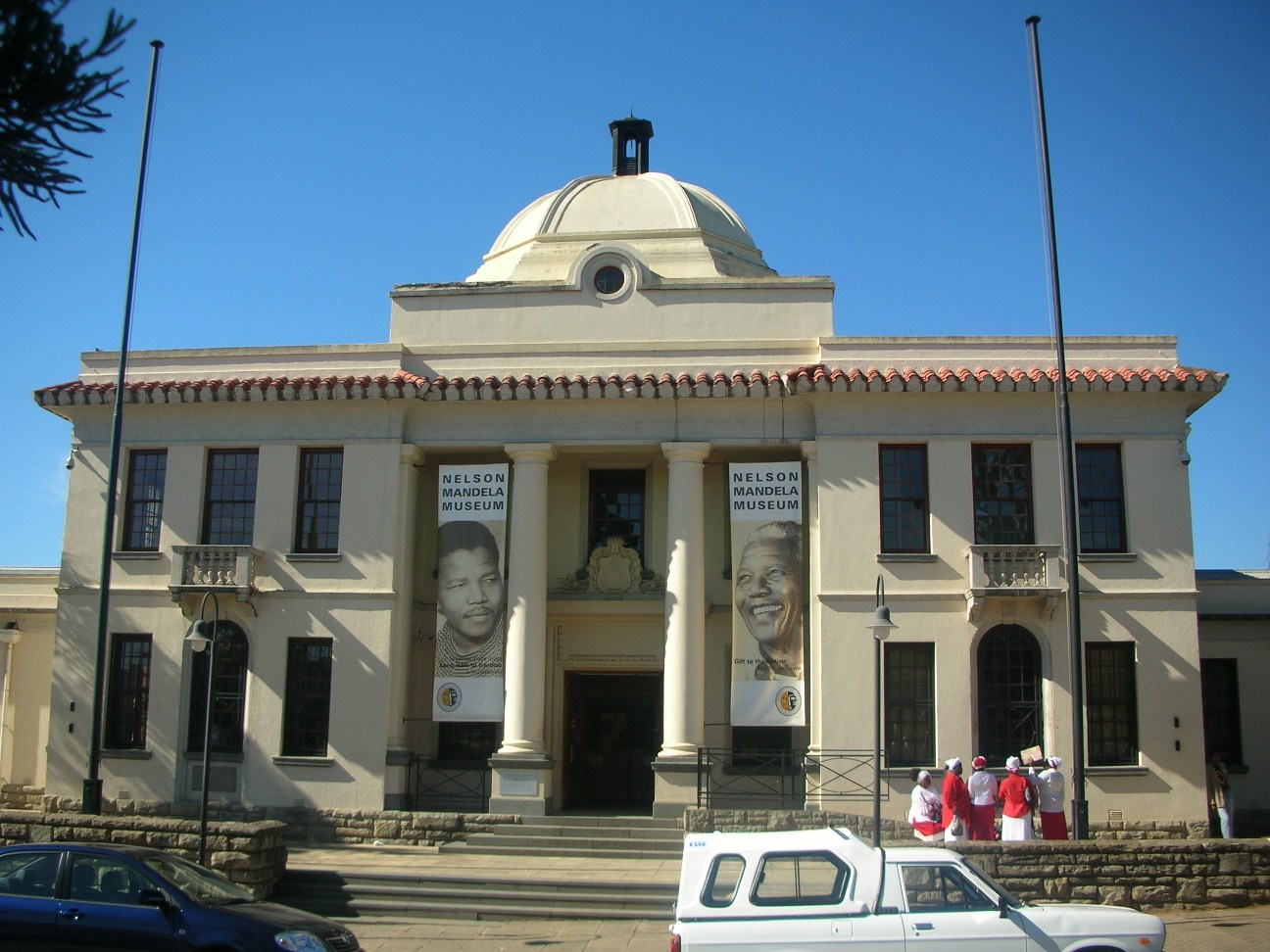
Das Nelson Mandela Museum in Mthatha im Gebäude der Bunga

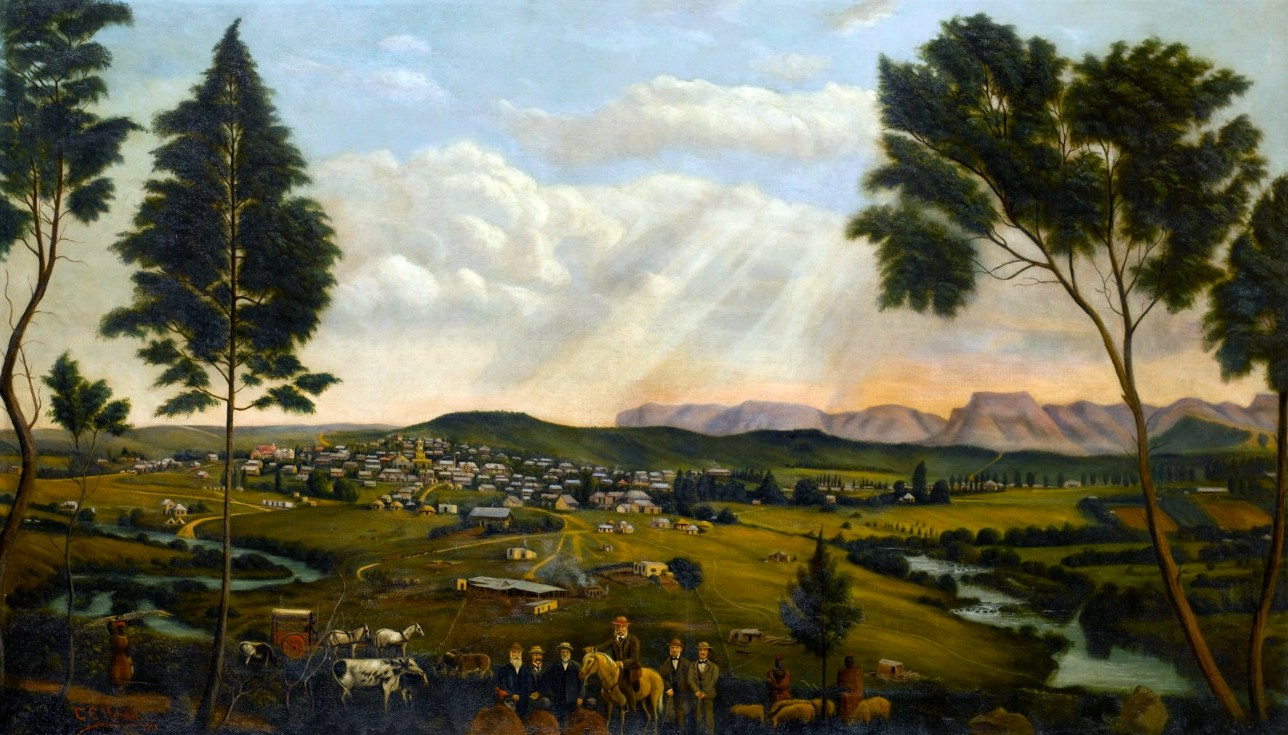
Caesar Henkel: Blick auf Umtata (1913)

Mthatha (bis 2004 Umtata) ist eine Stadt in der südafrikanischen Provinz Ostkap. Sie liegt in der Lokalgemeinde King Sabata Dalindyebo im Distrikt OR Tambo.

## Geographie
2011 hatte Mthatha 96.114 Einwohner in 29.593 Haushalten auf einer Fläche von 54,97 km². Die Stadt liegt etwa 700 Meter über dem Meeresspiegel. Der Mthatha fließt durch das Stadtgebiet zum rund 50 Kilometer entfernten Indischen Ozean. Nördlich der Stadt ist der Fluss seit 1977 aufgestaut; der Stausee hat eine Fläche von ungefähr 25 Quadratkilometern und ein Volumen von etwa 254 Millionen Kubikmetern und ist damit der größte Stausee der Provinz.
Ortsteile mit einem hohen Bevölkerungsanteil sind Fort Gale, Hillcrest, Ikwezi, Maiden Farm, Mbuqu, Mthatha Central, Ncambedlana, Ngangelizwe, Northcrest, Norwood, Sidwadwa, Southernwood und Waterfall.

## Geschichte
Die Siedlung der Thembu, eines Stammes des Xhosa-Volkes, wurde 1879 vom anglikanischen Bischof Richard Calverley als Stadt angelegt. Calverley war gleichzeitig Umtatas erster Chief Constable.
Im Jahre 1882 entstand hier ein Militärposten, um den sich herum eine Siedlung der Europäer entwickelte. Noch im selben Jahr, im November, erlangte der Ort sein Stadtrecht. Danach wuchs der Ort entlang der Ufer des Flusses.
Umtata war von 1963 bis 1976 die Hauptstadt des Homelands Transkei und bis 1994 der international nicht anerkannten Republik Transkei. Zudem zählte die Stadt neben Butterworth zu den Investitionsschwerpunkten in der Transkei im Rahmen der Apartheid-Wirtschaftshilfen für die Homelands. Dazu gehörte die Errichtung von überwiegend beruflichen Bildungseinrichtungen, Industriebetrieben und ein Hotel für Schwarze. Deren Standorte wurden in der Stadt und an ihren Rändern ausgewählt. Die Regierung in Pretoria versuchte „weiße“ Unternehmer anzuwerben, um sie hier zur Gründung von Niederlassungen bzw. Geschäftsstellen zu bewegen. Die Industrie- und Gewerbeimmobilien befanden sich überwiegend im Eigentum der Xhosa Development Corporation (XDC), eine staatliche Entwicklungsgesellschaft unter Aufsicht der Bantu Administration.
Zur Stärkung der Unabhängigkeit der Transkei finanzierte Südafrika den Ausbau einer bisherigen Nebenstelle der University of Fort Hare zu einer eigenständigen Universität in Umtata, die den Namen University of Transkei trug. Nun befindet sich hier ein Campus der Walter-Sisulu-Universität. Auf diesem Gelände ging 1996 die erste regionale Radiostation (UCRFM) in Betrieb.

## Verkehr
Die National Route 2 verläuft etwa von Südsüdwest nach Nordnordost durch die Stadt und verbindet die Küstenstädte East London und Durban. Etwa rechtwinklig dazu führt die R61 von Ngcobo im Westen nach Port St. Johns im Osten.
Mthatha ist Endstation einer im Güterverkehr genutzten Bahnstrecke, die in Amabele bei Stutterheim beginnt und von der aus East London kommenden Hauptlinie abzweigt.
Der Mthatha Airport (ICAO-Code: FAUT, IATA-Code: UTT) liegt am nordwestlichen Stadtrand und wird im Linienverkehr von der Fluggesellschaft Airlink bedient. Früher hieß er K D Matanzima Airport, nach dem ehemaligen Premierminister der Transkei.

## Sehenswürdigkeiten
Der ehemalige südafrikanische Präsident Nelson Mandela wuchs in Qunu, rund 20 Kilometer südwestlich von Mthatha, auf. Deshalb findet sich auch in dieser Region das Nelson Mandela Museum, das am 11. Februar 2000, zehn Jahre nach seiner Freilassung, eröffnet wurde. Das Museum ist verteilt auf Qunu, die Bunga – der frühere Sitz des ehemaligen Transkei-Parlaments (vollständiger Name: United Transkeian Territories General Council) in der Owen Street von Mthatha – und Mandelas Geburtsort Mvezo.

## Söhne und Töchter der Stadt
- Xolisa Mfundiso Mabhongo (* 1972), Diplomat
- Jessica Haines (* 1978), Schauspielerin
- Yonda Thomas (* 1985), Schauspieler
- Vuyo Sotashe (* 1990), Jazzsänger
- Calum Puttergill (* 1993), australischer Tennisspieler